# Herb Głuska

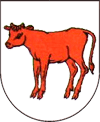

Herb Głuska – uznawany współcześnie za symbol jednej z dzielnic Lublina herb przedstawia wołu czerwonego na białym tle w tarczy herbowej typu hiszpańskiego. Jest to nawiązanie do herbu szlacheckiego Ciołek, którym pieczętował się założyciel miejscowości - Tomasz Kazimierz z Drzewic Głuski.
Prowadzone dotychczas badania naukowe nie doprowadziły do odkrycia dokumentów zawierających herb używany w okresie przedrozbiorowym. Zdaniem Mariana Gumowskiego właściwym herbem Głuska jest wizerunek ciołka (rogatego byczka, łac. vitulus cornutus) w polu białym (srebrnym), co argumentował pieczętowaniem się Ciołkiem przez założycieli miasta Głuskich. Funkcjonowanie takiego wizerunku herbu jest zgodne z częstą praktyką, w której znak miasta podkreślał zależność od jego właścicieli.
W końcu lat czterdziestych XIX w. Heroldia Królestwa Polskiego wśród około 450 herbów zaprojektowanych dla miast Kongresówki opracowała również projekt herbu miejskiego dla Głuska, którego nie wprowadzono jednak w życie. Przedstawiał on srebrnego (białego) barana ze złotymi (żółtymi) rogami w czerwonym polu tarczy. Marian Gumowski projekt ten uznał jednak za zniekształcenie właściwego herbu, którym powinien być Ciołek. 
W nawiązaniu do tego poglądu, w 2000 władze Gminy Głusk (czyli niewcielonej w 1989 do Lublina pozostałości gminy ze stolicą w inkorporowanym Głusku) ustanowiły herb nawiązujący do dawnego herbu miejskiego, przedstawiający w polu srebrnym (białym) czerwonego, wspiętego półciołka powyżej zielonej gałązki winnej latorośli.